# Cerimônia de encerramento dos Jogos Paralímpicos de Verão de 2016
A cerimônia de encerramento dos Jogos Paralímpicos de Verão de 2016 foi realizada no Estádio do Maracanã no Rio de Janeiro, Brasil, em 18 de setembro de 2016.
A cerimônia cultural foi estruturada como um concerto com vários grandes cantores e bandas brasileiras, sendo liderados por Ivete Sangalo e Gaby Amarantos. Como por protocolo Paralímpico, a cerimônia, que contou com o encerramento oficial dos Jogos, incluindo o discurso de encerramento pelo presidente do Comitê Paralímpico Internacional (Philip Craven) e o líder do comitê organizador dos Jogos, Carlos Arthur Nuzman, a entrega da Bandeira Paraolímpica do prefeito Eduardo Paes para Yuriko Koike, governadora de Tóquio—sede da  próxima edição em 2020, uma apresentação cultural da próxima cidade-sede, e a extinção da chama Paralímpica.

## Sinopse
Como a carta paralímpica determina,os atletas já estavam em seus assentos previamente a cerimônia. A abertura teve como destaque percusionistas cegos guiados por um "metrônomo visual", acompanhados uma apresentação de Andreas Kisser definida como uma sequência com acrobatas em cadeiras de rodas e um espetáculo de Jonathan Bastos — que nasceu sem braços e toca guitarra com os pés. A seguir a execução do Hino Nacional do Brasil, porta-bandeiras representando os  164 países que enviaram as suas delegações entraram no estádio.
O programa cultural da cerimônia de encerramento foi estruturado como um concerto liderado por Ivete Sangalo e Gaby Amarantos, acompanhadas por Vanessa da Mata, Céu, Saulo Fernandes, Saulo Laucas, Andreas Kisser (guitarrista do Sepultura), Armandinho, Jonathan Bastos, grupos como Nação Zumbi e Dream Team do Passinho, e o cantor de funk Nego do Borel. Ivete Sangalo se apresentou ao lado do convidado especial Calum Scott cantando o tema oficial  "Transformar". Calum Scott chamou a baiana de "Beyoncé brasileira" – uma forma de explicar ao público do Reino Unido a grandiosidade de Ivete Sangalo no Brasil. "Eu mal consigo explicar o quanto me senti honrado ao estar naquele palco, ajudando a encerrar um dos maiores e mais inspiradores eventos, junto com a Beyoncé brasileira. Foi incrível", disse o cantor ao jornal britânico "Hull Daily Mail". Ivete não chamou a atenção apenas do cantor britânico –  a imprensa internacional também destacou a performance da baiana. O site da CNN chamou a cantora de "megastar". Já o jornal The Guardian definiu Ivete como 'a mulher mais influente do Brasil'. Um informação que chamou a atenção da imprensa internacional foi a representatividade de Ivete, que a época tinha mais de 12 milhões de seguidores no Instagram, por exemplo.
Uma apresentação cultural então foi realizada para mostrar a proposta de Tóquio, a cidade-sede dos Jogos Paralímpicos de Verão de 2020. Um segmento de vídeo realçou o passado da capital japonesa com a realização dos Jogos Paralímpicos de Verão de 1964, que foram os primeiros a usar o termo "Paralímpico". A apresentação, intitulada "Mudança Positiva", a apresentação foi estrelada pela top-model Gimico,que usa uma prótese em uma das pernas , juntamente com o dançarino Koichi Omae (que perdeu parte de uma das suas pernas após um acidente envolvendo um motorista bêbado), e a o artista Akira Hiyama(que é cego). Durante a sua apresentação, o guitarrista do grupo Nação Zumbi foi visto com um cartaz dizendo "Fora Temer", em referência ao Presidente do Brasil, Michel Temer.
Durante o discurso de encerramento feito por Phillip Craven, um momento de silêncio foi realizado em homenagem ao ciclista iraniano Bahman Golbarnezhad, que morreu no dia anterior em um acidente durante a última prova do ciclismo de estrada,ao bater a cabeça em uma pedra,após uma queda. Ele afirmou que sua morte havia " havia afetado a todos e deixou o Movimento Paralímpico unido na dor."  Craven agradeceu a recepção do Brasil aos Jogos e o rendimento dos atletas. Craven também anunciou que ele concederá a Ordem Paralímpica— a maior honraria concedida pelo Comitê, ao povo do Brasil e do Rio de Janeiro por seu "excelente apoio" aos jogos Paraolímpicos.